# Stevie Ray
Pour les articles homonymes, voir Huffman et Ray.
Lane Steven « Lash » Huffman (né le 22 août 1958 à Houston) est un catcheur américain connu sous le nom de ring de Stevie Ray. Il est essentiellement pour son travail à la World Championship Wrestling (WCW) de 1993 à 2000. Au cours de sa carrière, il remporte à 10 reprises le championnat du monde par équipes de la WCW avec son frère Booker T avec qui il forme l'équipe Harlem Heat.

## Jeunesse
Lash et son frère cadet Booker Huffman sont fans de catch et Cowboy Bill Watts est leur idole de jeunesse.

## Carrière de catcheur
Lash Huffman s'entraîne à l'école de catch d'Ivan Putski. Il parvient à convaincre son frère d'y aller alors que ce dernier vient de sortir de prison. Ils y font la rencontre d'Anthony Norris.